# 45e Assemblée générale de l'Île-du-Prince-Édouard
La 45e Assemblée générale de l'Île-du-Prince-Édouard fut en séance du 15 février 1944 au 27 octobre 1947. Le Parti libéral dirigé par John Walter Jones forma le gouvernement.
Thomas R. Cullen fut élu président.
Il y eut quatre sessions à la 45e Assemblée générale :
| Session | Début           | Fin           |
| ------- | --------------- | ------------- |
| 1re     | 15 février 1944 | 17 mars 1944  |
| 2e      | 13 mars 1945    | 19 avril 1945 |
| 3e      | 26 février 1946 | 30 mars 1946  |
| 4e      | 18 mars 1947    | 25 avril 1947 |

## Membres

### Kings
| Circonscription | Membre de l'assemblée | Membre de l'assemblée | Parti        | Conseiller | Conseiller                                         | Parti        |
| --------------- | --------------------- | --------------------- | ------------ | ---------- | -------------------------------------------------- | ------------ |
| 1er Kings       |                       | Harry S. Francis      | Libéral      |            | Thomas Joseph Kickham                              | Libéral      |
| 2e Kings        |                       | Harry H. Cox          | Libéral      |            | Thomas R. Cullen                                   | Libéral      |
| 3e Kings        |                       | Leslie S. Hunter      | Conservateur |            | H. Francis MacPhee John Augustine Macdonald (1945) | Conservateur |
| 4e Kings        |                       | John A. Campbell      | Libéral      |            | Murdock McGowan                                    | Conservateur |
| 5e Kings        |                       | William Hughes        | Libéral      |            | George E. Saville                                  | Libéral      |

### Prince
| Circonscription | Membre de l'assemblée | Membre de l'assemblée                                 | Parti        | Conseiller | Conseiller                                   | Parti                |
| --------------- | --------------------- | ----------------------------------------------------- | ------------ | ---------- | -------------------------------------------- | -------------------- |
| 1er Prince      |                       | Joseph Alphonsus Bernard Clarence F. Morrissey (1945) | Libéral      |            | Fred C. Ramsay                               | Libéral              |
| 2e Prince       |                       | George Hilton Barbour                                 | Libéral      |            | William H. Dennis Forrest W. Phillips (1946) | Libéral              |
| 3e Prince       |                       | Marin Gallant                                         | Libéral      |            | Thomas M. Linkletter                         | Libéral              |
| 4e Prince       |                       | Heath Strong                                          | Conservateur |            | Horace Wright                                | Libéral              |
| 5e Prince       |                       | Daniel MacNeill Francis MacNeill (1946)               | Conservateur |            | Ernest Strong Morley Bell (1946)             | Conservateur Libéral |

### Queens
| Circonscription | Membre de l'assemblée | Membre de l'assemblée | Parti        | Conseiller | Conseiller                               | Parti        |
| --------------- | --------------------- | --------------------- | ------------ | ---------- | ---------------------------------------- | ------------ |
| 1er Queens      |                       | Walter G. MacKenzie   | Conservateur |            | W. F. Alan Stewart                       | Libéral      |
| 2e Queens       |                       | J. Philip Matheson    | Conservateur |            | Reginald Bell                            | Conservateur |
| 3e Queens       |                       | Russell C. Clark      | Libéral      |            | Mark MacGuigan, Sr. Eugene Cullen (1944) | Libéral      |
| 4e Queens       |                       | Dougald MacKinnon     | Libéral      |            | John Walter Jones                        | Libéral      |
| 5e Queens       |                       | William Prowse        | Libéral      |            | William J.P. MacMillan                   | Conservateur |